# Точка розлому
Точка розлому (англ. Breaking Point) — американський трилер 2009 року.

## Сюжет
Стівен Луїзі колись був відомим адвокатом, тепер намагається повернутися до роботи, вилікувавшись від наркоманії викликаної трагедією в сім'ї. Стівен натикається на складну справу про вбивство і береться її розкрити. Він звертається по допомогу до колишнього спортсмена, нині члена банди, Річарда Аллена. Вони швидко знаходять спільну мову і прагнуть докопатися до правди і домогтися правосуддя в суді і на вулицях. За допомогою Аллена, Стівен дізнається про те, що між його старим знайомим — торговцем наркотиками Боуеном і корумпованими органами правопорядку існує міцний зв'язок.

## У ролях
| Актор                   | Роль            |
| ----------------------- | --------------- |
| Том Беренджер           | Стівен Луїзі    |
| Баста Раймс             | Аль Боуен       |
| Арманд Ассанте          | Марті Берлін    |
| Мусетта Вандер          | Селія Ернандес  |
| Френкі Фейзон           | суддя Грін      |
| Стіккі Фінгаз           | Річард Аллен    |
| Кертісс Кук             | Байрон Янг      |
| Девін Ретрей            | Кевін           |
| Квіша Сандерс           | Таня            |
| Роберт ЛюПон            | Френк Доннеллі  |
| Дайрон Холмс            | Грегорі Фікс    |
| Роберт Капеллі молодший | детектив Говард |
| Крейг муМс Грант        | Бастер Біггс    |
| Джим Стаскел            | детектив Флінн  |
| Девід Конлі             | Батько          |
| Майлз Кет               | молодий Стівен  |
| Кенія Бром              | Ангела          |
| Джо Сьюба               | Адрієнн Гріффін |
| Скаут Беренджер         | Сем Луїзі       |
| Джилл Ніколіні          | Вероніка Тейлор |